# Eben-Emael
Eben-Emael (Waals: Eben-Emål), in het Nederlands onofficieel ook gespeld als Eben-Emaal, is een plaats in de Belgische provincie Luik en een deelgemeente van de Waalse gemeente Bitsingen (Bassenge). De plaats bestaat uit twee dorpen, het zuidelijke Eben en het noordelijke Emael, aan de Franstalige zijde van de taalgrens, naast het aan de Vlaamse zijde gelegen Kanne en niet ver van de grens met Nederland bij Maastricht. Aan de zuidzijde ligt het gehucht Lava. Het ligt op een hoogte van 70 meter boven zeeniveau.
Tot 1963 behoorde Eben-Emael tot de Nederlandstalige provincie Limburg, maar bij de vaststelling van de taalgrens werd de plaats overgeheveld naar de provincie Luik in Wallonië. Door de langgerektheid van de plaats wordt er in het noorden tegen de taalgrens nog veel Nederlands gesproken terwijl het zuidelijk deel overwegend Franstalig is.

## Demografische ontwikkeling
- Bronnen:NIS, Opm:1831 tot en met 1970=volkstellingen, 1976= inwoneraantal op 31 december

## Natuur en landschap
Langs het dorp stroomt het riviertje de Jeker die in noordwaartse richting haar water afvoert.
Evenals in omliggende dorpen was er in Eben-Emael een eeuwenoude exploitatie van kalksteen waarvan nog ondergrondse groeven, ook mergelgrotten genoemd, overblijven zoals Trou Loulou, waar na het ontginnen van de kalksteen champignons werden gekweekt en ook nu vleermuizenreservaten werden.
In de nabijheid van Eben-Emael zijn nog meerdere openluchtgroeves in uitbating. De grootste groeve is Groeve van Romont aan de westkant van Eben-Emael en reikt tot de grens met het Vlaams Gewest.  Via een ondergrondse transportband voorziet de groeve de cementfabriek in Lieze dagelijks van 1.800 ton kalksteen, die lokaal ook mergel wordt genoemd. Deze groeve snijdt in op het Haspengouws Plateau. Aan de oostkant van het dorp ligt de groeve Marnebel die insnijdt op het Plateau van Caestert/Plateau van Eben-Emael.
Ten oosten van Eben-Emael bevindt zich het Plateau van Eben-Emael, waar de weg naar Ternaaien overheen loopt.

## Bezienswaardigheden
- In Eben-Emael ligt het grootste fort van België: het Fort Eben-Emael
- De toren van Eben-Ezer
- Tumulus van Emael
- De Onze-Lieve-Vrouwekerk te Emael, van 1876, in neoromaanse stijl
- De Sint-Joriskerk te Eben, van 1844, in empirestijl
- Champignonkwekerijen in ondergrondse mergelgroeven: Trou Loulou en Héyroul
- Het Musée d'Eben, heemkundig museum te Eben
- Watermolens op de Jeker:
  - Moulin Loverix
  - Moulin Thonnard
  - Moulin Depuis of Vieux Moulin

## Galerij

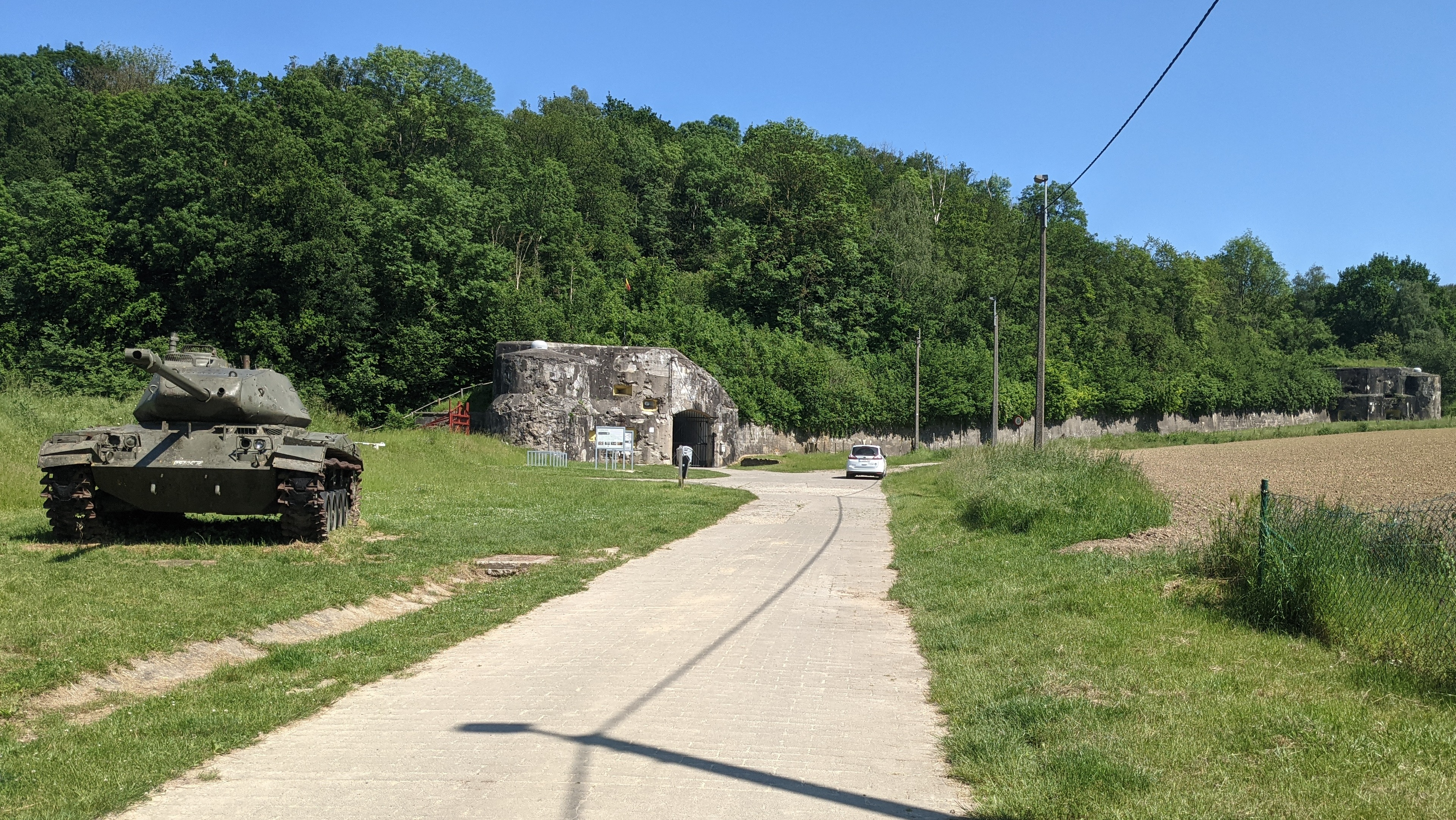
Ingang van het fort
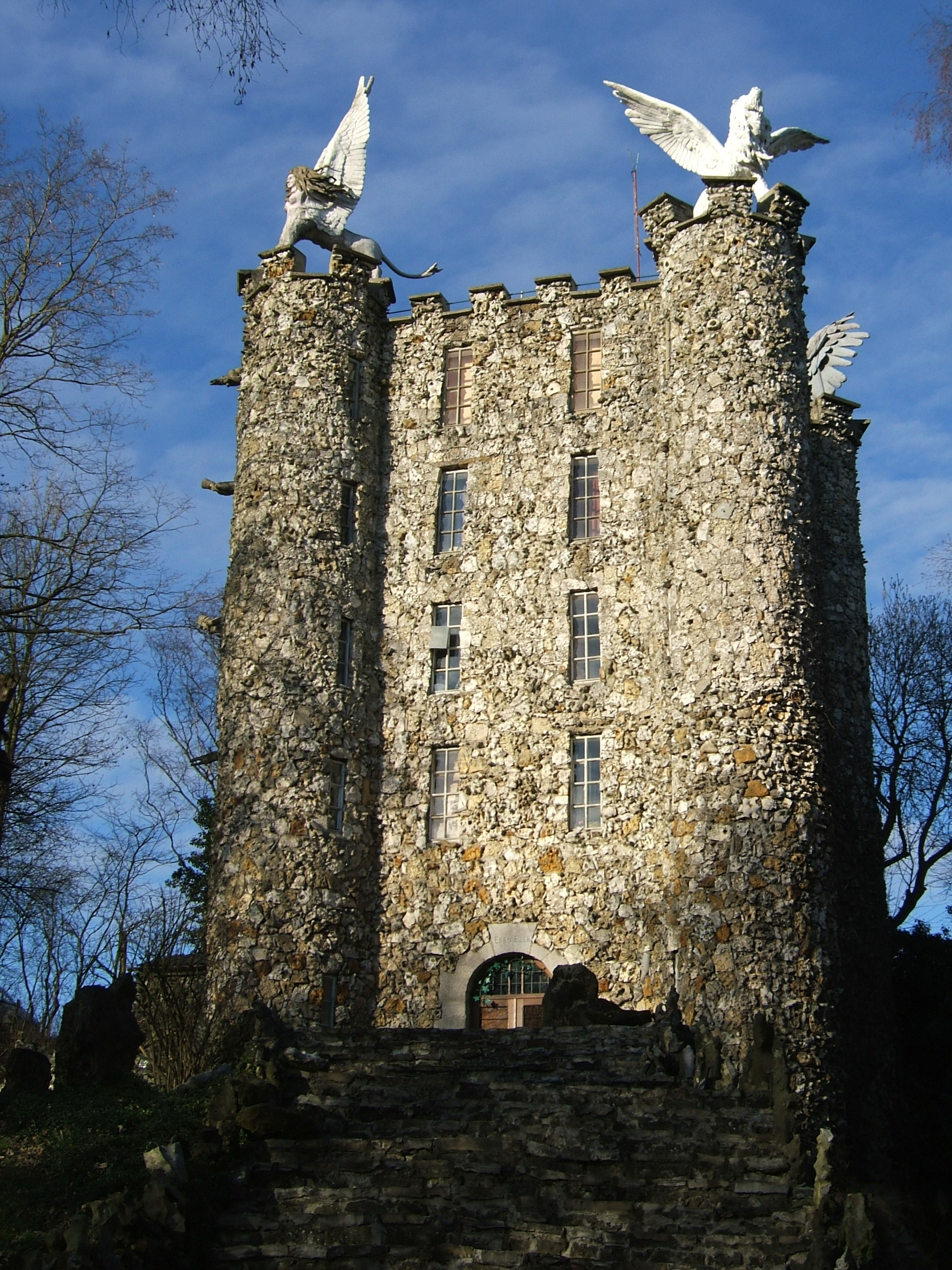
Toren van Eben-Ezer
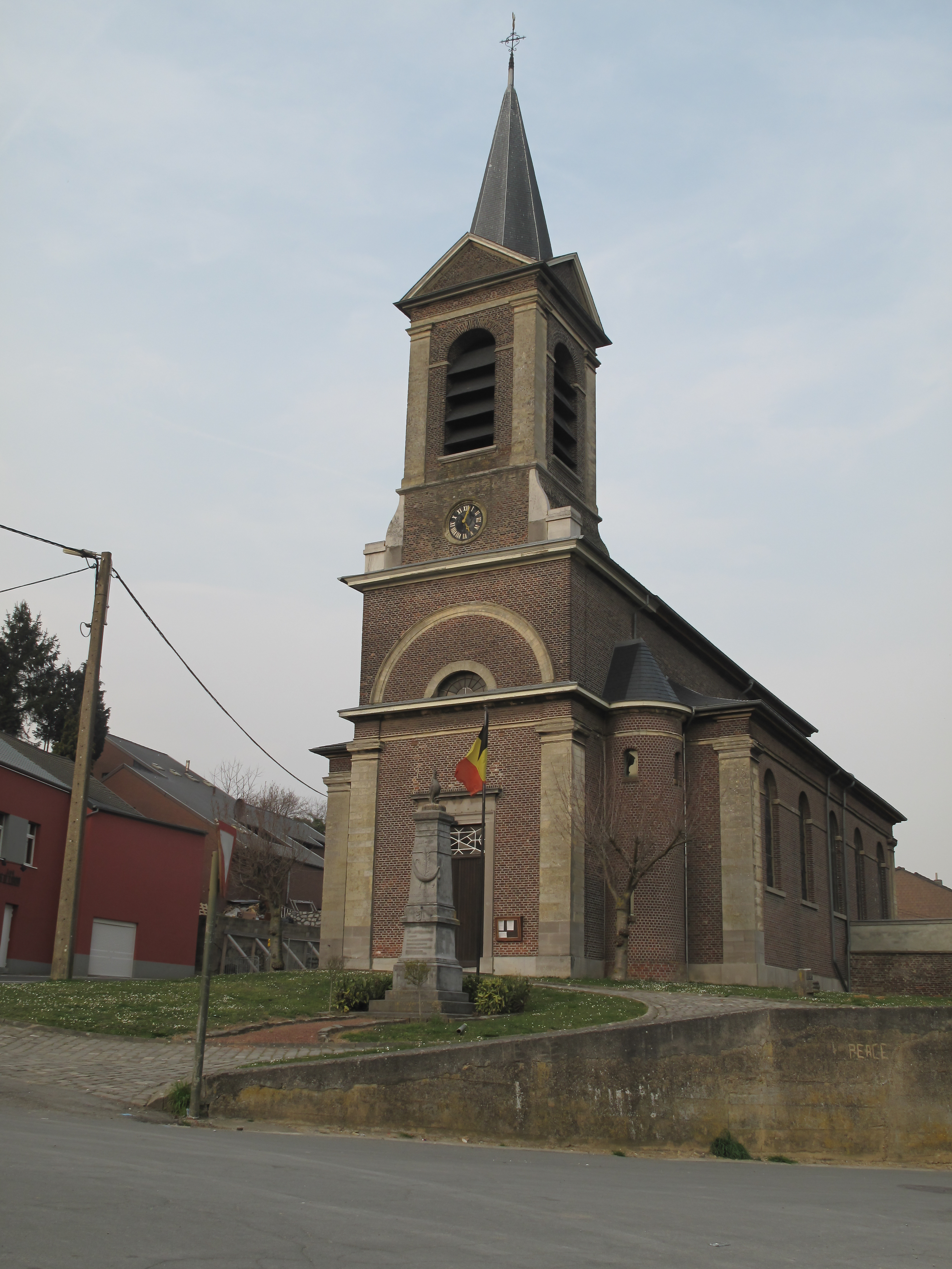
Sint-Joriskerk in Eben
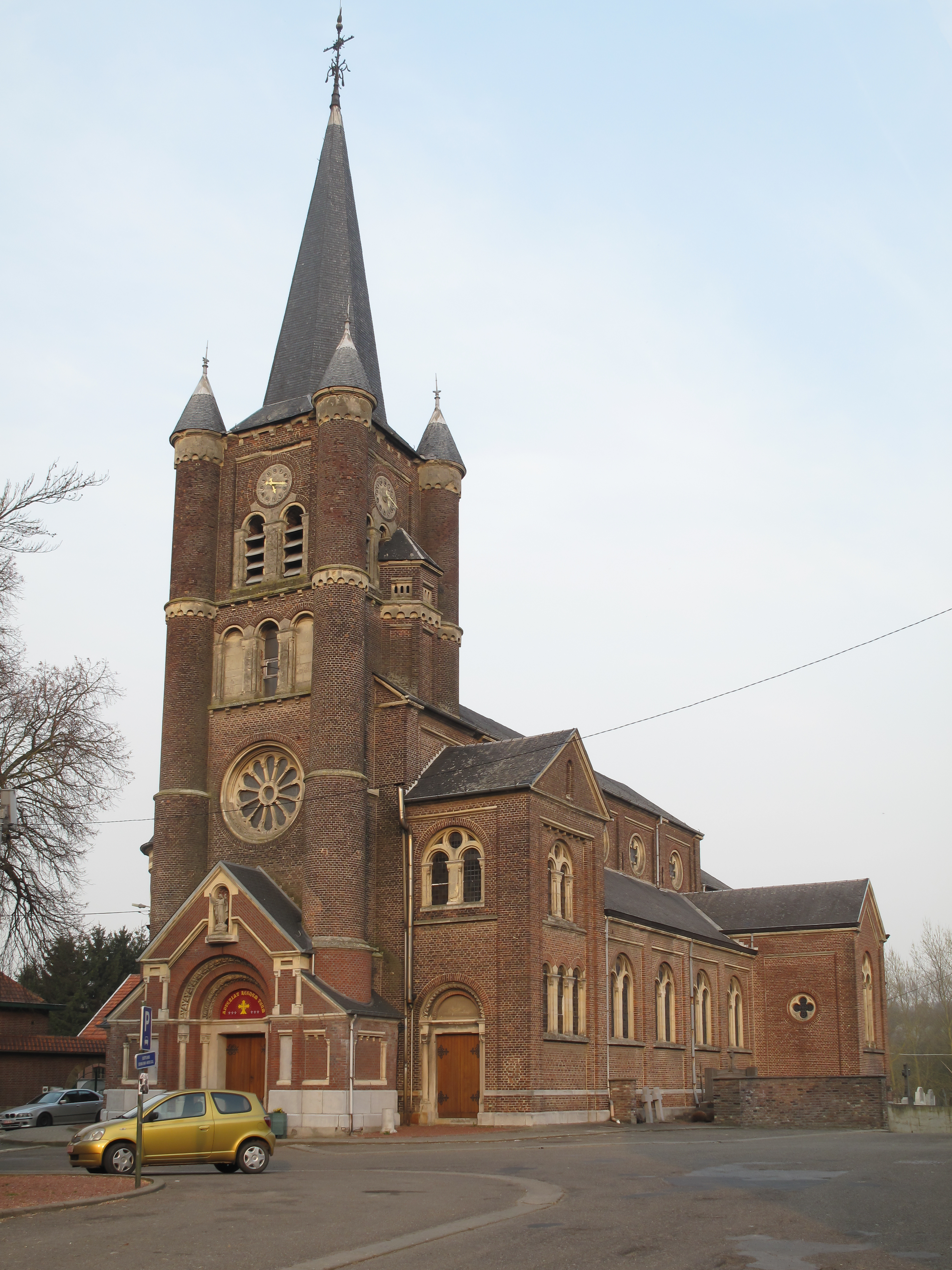
Onze-Lieve-Vrouwekerk in Emael
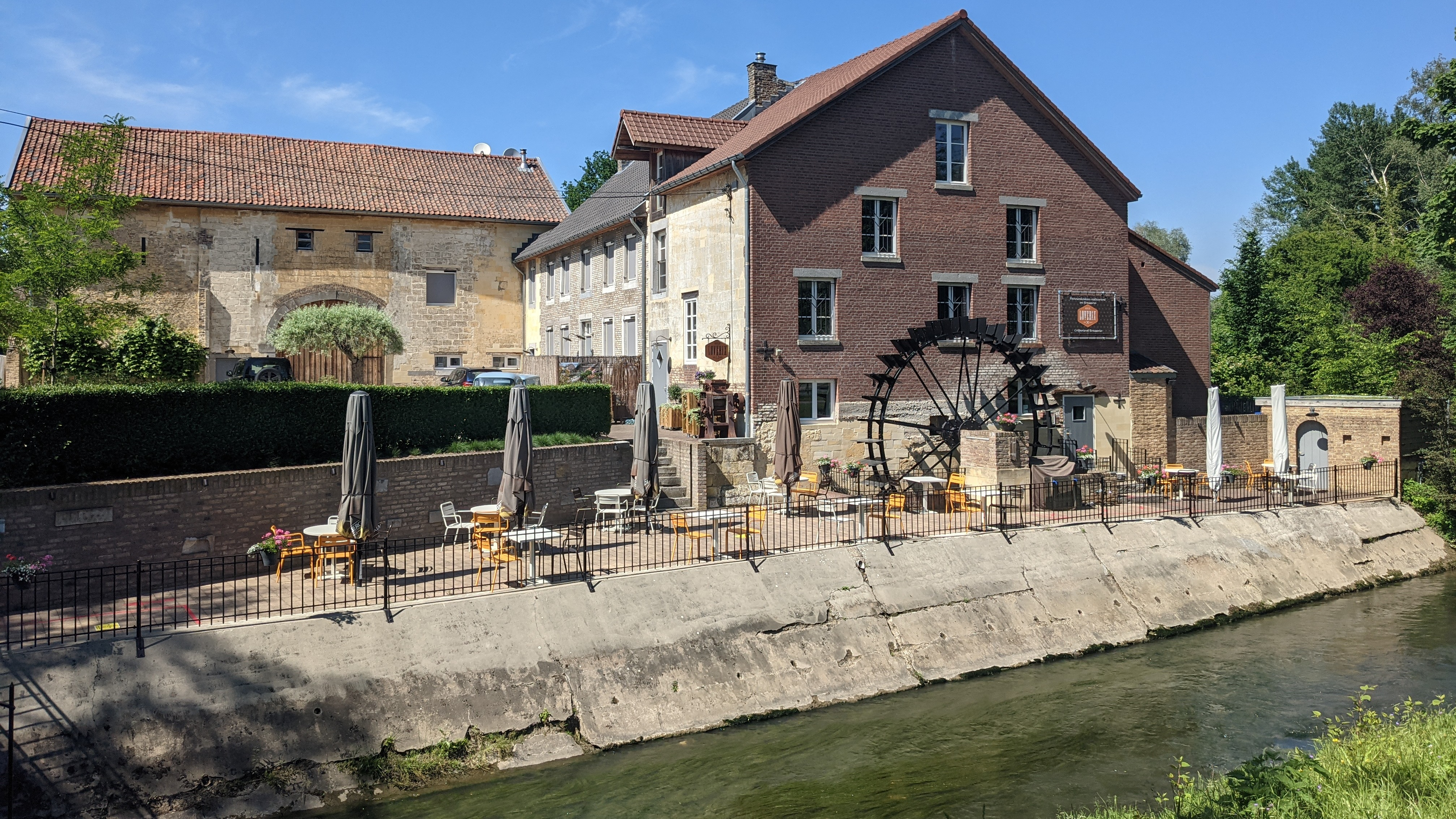
Moulin Loverix
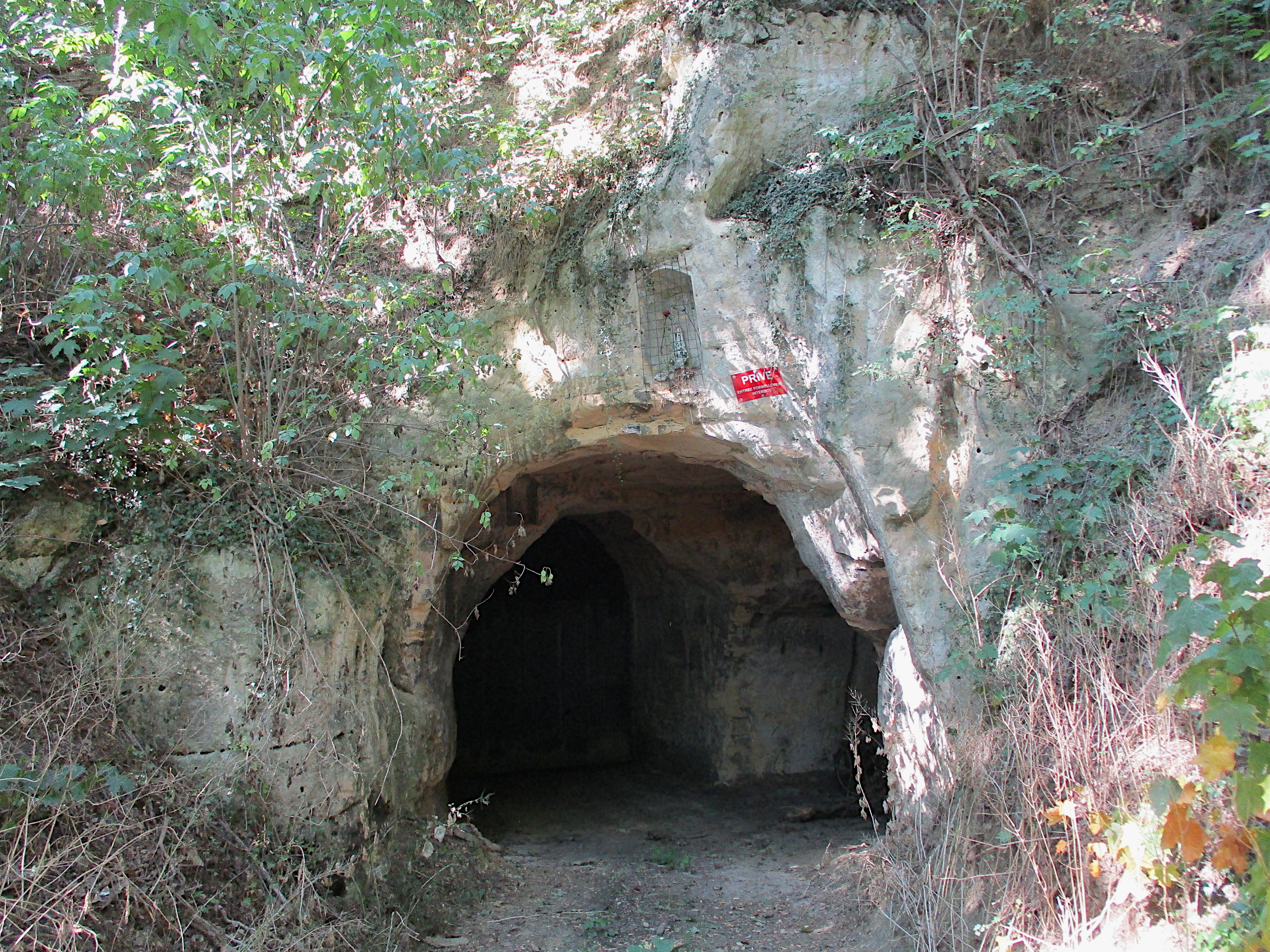
Trou Loulou Emael
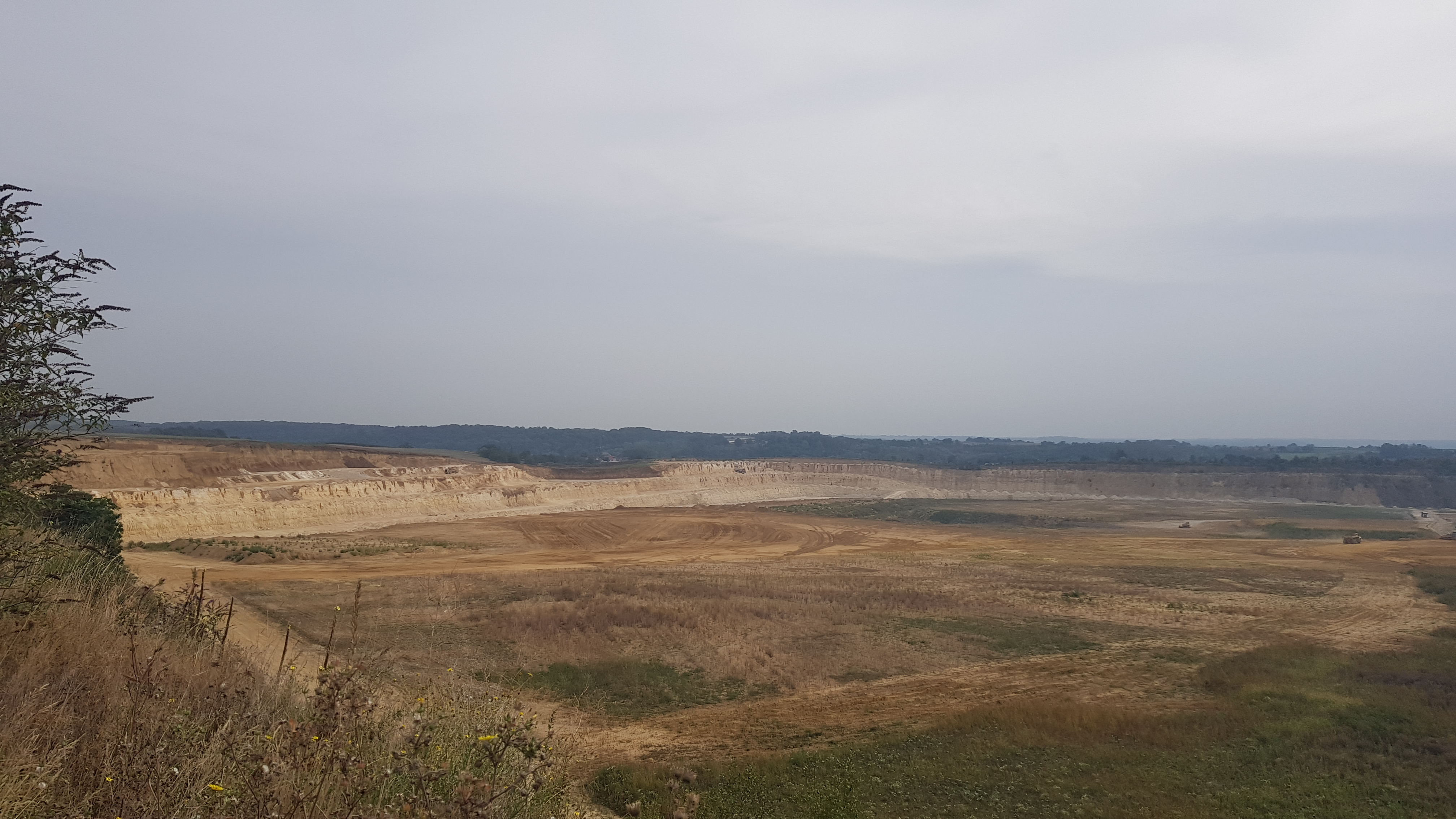
Groeve Romont

## Nabijgelegen kernen
Kanne, Zichen, Wonck, Lieze, Ternaaien